# Les Bonheurs de Sophie, 2e série
Pour les articles homonymes, voir Les Bonheurs de Sophie.
Les Bonheurs de Sophie, 2e série est le huitième album de la série Sophie de Jidéhem et  Vicq, paru en 1973.
Il regroupe 7 histoires courtes publiées pour la première fois dans le journal Spirou entre 1969 et 1972 : Les Deux Vœux, L'Épouvantail, Une affaire d'état, Une histoire de fous, L’Envoûteur, La Moto volée et Un joyeux Noël.
Il est reparu en 1990 sous le titre Bonheurs d'hiver. Le titre fait référence à l'album Les Bonheurs de Sophie paru en  1969 et également constitué d'histoires courtes, puis reparu en 1990 sous le titre  Bonheurs d'été.